# Synagoga ve Světlé nad Sázavou
Synagoga, zřízená roku 1889, stála ve Světlé nad Sázavou v ulici Pěšinky jako č.p. 15 na dohled u splavu přes řeku Sázavu v sousedství kostela sv. Václava. 
Sál měl dřevěný strop, který napodoboval klenbu, nacházela se tu i dřevěná ženská galerie. V jihozápadní části budovy býval rabínův byt. Bohoslužby se zde konaly do druhé světové války, na konci 40. let 20. století začala být budova využívána jako sbor Církve československé husitské. V červnu 2006 byla synagoga zbořena, protože se nacházela v havarijním stavu a podle vyjádření statika ohrožovala své okolí.
V obci se také nachází židovský hřbitov.